# Indian Wells Open 2013 - Qualificazioni singolare femminile
Le qualificazioni del singolare femminile dell'Indian Wells Open 2013 sono state un torneo di tennis preliminare per accedere alla fase finale della manifestazione. Le vincitrici dell'ultimo turno sono entrate di diritto nel tabellone principale. In caso di ritiro di una o più giocatrici aventi diritto, a queste sono subentrate le lucky loser, ossia le giocatrici che hanno perso nell'ultimo turno ma che avevano una classifica più alta rispetto alle altre partecipanti che avevano comunque perso nel turno finale.

## Teste di serie
1. Stefanie Vögele (ultimo turno, Lucky Loser)
2. Lesia Tsurenko (Qualificata)
3. Misaki Doi (primo turno)
4. Elina Svitolina (Qualificata)
5. María Teresa Torró Flor (ultimo turno)
6. Yulia Putintseva (primo turno)
7. Coco Vandeweghe (primo turno)
8. Vesna Dolonc (primo turno)
9. Garbiñe Muguruza (Qualificata)
10. Eléni Daniilídou (ultimo turno)
11. Jana Čepelová (primo turno)
12. Kristýna Plíšková (primo turno)

1. Melinda Czink (ultimo turno)
2. Mónica Puig (Qualificata)
3. Maria João Koehler (ultimo turno)
4. Anastasija Rodionova (ultimo turno)
5. Mirjana Lučić-Baroni (Qualificata)
6. Estrella Cabeza Candela (ultimo turno)
7. Olga Puchkova (Qualificata)
8. Nina Bratčikova (ultimo turno)
9. Stéphanie Foretz Gacon (Qualificata)
10. Marta Sirotkina (primo turno)
11. Alexa Glatch (primo turno)
12. Sesil Karatančeva (Qualificata)

## Qualificate
1. Mirjana Lučić-Baroni
2. Lesia Tsurenko
3. Michelle Larcher de Brito
4. Elina Svitolina
5. Stéphanie Foretz Gacon
6. Mónica Puig

1. Casey Dellacqua
2. Olga Puchkova
3. Garbiñe Muguruza
4. Sesil Karatančeva
5. Mallory Burdette
6. Grace Min

### Lucky Loser
1. Stefanie Vögele

## Tabellone

### Legenda
| - Q = Qualificato - WC = Wild card - LL = Lucky loser | - ALT = Alternate - SE = Special Exempt - PR = Protected Ranking | - w/o = Walkover - r = Ritirato - d = Squalificato |

### 1ª sezione
|  | Primo turno | Primo turno          | Primo turno | Primo turno | Primo turno |  |  | Ultimo turno | Ultimo turno         | Ultimo turno | Ultimo turno | Ultimo turno |  |
|  |             |                      |             |             |             |  |  |              |                      |              |              |              |  |
|  | 1           | Stefanie Vögele      | 3           | 7           | 6           |  |  |              |                      |              |              |              |  |
|  | WC          | Sachia Vickery       | 6           | 5           | 3           |  |  | 1            | Stefanie Vögele      | 7            | 3            | 3            |  |
|  |             | Jessica Pegula       | 3           | 7           | 0           |  |  | 17           | Mirjana Lučić-Baroni | 62           | 6            | 6            |  |
|  | 17          | Mirjana Lučić-Baroni | 6           | 62          | 6           |  |  |              |                      |              |              |              |  |

### 2ª sezione
|  | Primo turno | Primo turno     | Primo turno     | Primo turno | Primo turno |  |  | Ultimo turno | Ultimo turno    | Ultimo turno    | Ultimo turno | Ultimo turno |  |
|  |             |                 |                 |             |             |  |  |              |                 |                 |              |              |  |
|  | 2           | Lesia Tsurenko  | Lesia Tsurenko  | 6           | 6           |  |  |              |                 |                 |              |              |  |
|  |             | Zhou Yimiao     | Zhou Yimiao     | 2           | 2           |  |  | 2            | Lesja Curenko   | Lesja Curenko   | 6            | 6            |  |
|  |             | Irina Falconi   | Irina Falconi   | 62          | 3           |  |  | 20           | Nina Bratčikova | Nina Bratčikova | 3            | 3            |  |
|  | 20          | Nina Bratčikova | Nina Bratčikova | 7           | 6           |  |  |              |                 |                 |              |              |  |

### 3ª sezione
|  | Primo turno | Primo turno               | Primo turno               | Primo turno | Primo turno |  |  | Ultimo turno | Ultimo turno              | Ultimo turno              | Ultimo turno | Ultimo turno |  |
|  |             |                           |                           |             |             |  |  |              |                           |                           |              |              |  |
|  | 3           | Misaki Doi                | Misaki Doi                | 1           | 3           |  |  |              |                           |                           |              |              |  |
|  |             | Michelle Larcher de Brito | Michelle Larcher de Brito | 6           | 6           |  |  |              | Michelle Larcher de Brito | Michelle Larcher de Brito | 6            | 6            |  |
|  |             | Anastasija Sevastova      | 4                         | 6           | 62          |  |  | 16           | Anastasija Rodionova      | Anastasija Rodionova      | 2            | 3            |  |
|  | 16          | Anastasija Rodionova      | 6                         | 1           | 7           |  |  |              |                           |                           |              |              |  |

### 4ª sezione
|  | Primo turno | Primo turno      | Primo turno      | Primo turno | Primo turno |  |  | Ultimo turno | Ultimo turno     | Ultimo turno | Ultimo turno | Ultimo turno |  |
|  |             |                  |                  |             |             |  |  |              |                  |              |              |              |  |
|  | 4           | Elina Svitolina  | 7                | 5           | 6           |  |  |              |                  |              |              |              |  |
|  |             | Eugenie Bouchard | 62               | 7           | 2           |  |  | 4            | Elina Svitolina  | 6            | 63           |              |  |
|  | WC          | Ajla Tomljanović | Ajla Tomljanović | 6           | 6           |  |  | WC           | Ajla Tomljanović | 3            | 7            | 4            |  |
|  | 23          | Alexa Glatch     | Alexa Glatch     | 2           | 4           |  |  |              |                  |              |              |              |  |

### 5ª sezione
|  | Primo turno | Primo turno             | Primo turno             | Primo turno | Primo turno |  |  | Ultimo turno | Ultimo turno            | Ultimo turno            | Ultimo turno | Ultimo turno |  |
|  |             |                         |                         |             |             |  |  |              |                         |                         |              |              |  |
|  | 5           | María Teresa Torró Flor | María Teresa Torró Flor | 6           | 6           |  |  |              |                         |                         |              |              |  |
|  |             | Aleksandra Panova       | Aleksandra Panova       | 4           | 4           |  |  | 5            | María Teresa Torró Flor | María Teresa Torró Flor | 2            | 2            |  |
|  |             | Zheng Saisai            | Zheng Saisai            | 3           | 2           |  |  | 21           | Stéphanie Foretz Gacon  | Stéphanie Foretz Gacon  | 6            | 6            |  |
|  | 21          | Stéphanie Foretz Gacon  | Stéphanie Foretz Gacon  | 6           | 6           |  |  |              |                         |                         |              |              |  |

### 6ª sezione
|  | Primo turno | Primo turno       | Primo turno       | Primo turno | Primo turno |  |  | Ultimo turno | Ultimo turno    | Ultimo turno    | Ultimo turno | Ultimo turno |  |
|  |             |                   |                   |             |             |  |  |              |                 |                 |              |              |  |
|  | 6           | Yulia Putintseva  | Yulia Putintseva  | 0           | 2           |  |  |              |                 |                 |              |              |  |
|  | WC          | Andrea Petković   | Andrea Petković   | 6           | 6           |  |  | WC           | Andrea Petković | Andrea Petković | 62           | 3            |  |
|  | WC          | Samantha Crawford | Samantha Crawford | 3           | 3           |  |  | 14           | Mónica Puig     | Mónica Puig     | 7            | 6            |  |
|  | 14          | Mónica Puig       | Mónica Puig       | 6           | 6           |  |  |              |                 |                 |              |              |  |

### 7ª sezione
|  | Primo turno | Primo turno       | Primo turno       | Primo turno | Primo turno |  |  | Ultimo turno      | Ultimo turno      | Ultimo turno      | Ultimo turno | Ultimo turno |  |
|  |             |                   |                   |             |             |  |  |                   |                   |                   |              |              |  |
|  | 7           | Coco Vandeweghe   | Coco Vandeweghe   | 2           | 1           |  |  |                   |                   |                   |              |              |  |
|  |             | Nastassja Burnett | Nastassja Burnett | 6           | 6           |  |  | Nastassja Burnett | Nastassja Burnett | Nastassja Burnett | 3            | 1            |  |
|  |             | Casey Dellacqua   | Casey Dellacqua   | 6           | 6           |  |  | Casey Dellacqua   | Casey Dellacqua   | Casey Dellacqua   | 6            | 6            |  |
|  | 22          | Marta Sirotkina   | Marta Sirotkina   | 3           | 2           |  |  |                   |                   |                   |              |              |  |

### 8ª sezione
|  | Primo turno | Primo turno       | Primo turno       | Primo turno | Primo turno |  |  | Ultimo turno | Ultimo turno    | Ultimo turno    | Ultimo turno | Ultimo turno |  |
|  |             |                   |                   |             |             |  |  |              |                 |                 |              |              |  |
|  | 8           | Vesna Dolonc      | Vesna Dolonc      | 1           | 2           |  |  |              |                 |                 |              |              |  |
|  | PR          | Renata Voráčová   | Renata Voráčová   | 6           | 6           |  |  | PR           | Renata Voráčová | Renata Voráčová | 65           | 2            |  |
|  |             | Karolína Plíšková | Karolína Plíšková | 4           | 2           |  |  | 19           | Olga Puchkova   | Olga Puchkova   | 7            | 6            |  |
|  | 19          | Olga Puchkova     | Olga Puchkova     | 6           | 6           |  |  |              |                 |                 |              |              |  |

### 9ª sezione
|  | Primo turno | Primo turno        | Primo turno        | Primo turno | Primo turno |  |  | Ultimo turno | Ultimo turno       | Ultimo turno       | Ultimo turno | Ultimo turno |  |
|  |             |                    |                    |             |             |  |  |              |                    |                    |              |              |  |
|  | 9           | Garbiñe Muguruza   | Garbiñe Muguruza   | 6           | 6           |  |  |              |                    |                    |              |              |  |
|  | WC          | Gabriela Dabrowski | Gabriela Dabrowski | 3           | 3           |  |  | 9            | Garbiñe Muguruza   | Garbiñe Muguruza   | 6            | 6            |  |
|  |             | Vera Duševina      | 1                  | 6           | 64          |  |  | 15           | Maria João Koehler | Maria João Koehler | 3            | 2            |  |
|  | 15          | Maria João Koehler | 6                  | 2           | 7           |  |  |              |                    |                    |              |              |  |

### 10ª sezione
|  | Primo turno | Primo turno          | Primo turno          | Primo turno | Primo turno |  |  | Ultimo turno | Ultimo turno      | Ultimo turno      | Ultimo turno | Ultimo turno |  |
|  |             |                      |                      |             |             |  |  |              |                   |                   |              |              |  |
|  | 10          | Eléni Daniilídou     | 3                    | 6           | 6           |  |  |              |                   |                   |              |              |  |
|  |             | Eva Birnerová        | 6                    | 4           | 4           |  |  | 10           | Eléni Daniilídou  | Eléni Daniilídou  | 4            | 6            |  |
|  |             | Mariana Duque Mariño | Mariana Duque Mariño | 3           | 63          |  |  | 24           | Sesil Karatančeva | Sesil Karatančeva | 6            | 7            |  |
|  | 24          | Sesil Karatančeva    | Sesil Karatančeva    | 6           | 7           |  |  |              |                   |                   |              |              |  |

### 11ª sezione
|  | Primo turno | Primo turno      | Primo turno      | Primo turno | Primo turno |  |  | Ultimo turno | Ultimo turno     | Ultimo turno     | Ultimo turno | Ultimo turno |  |
|  |             |                  |                  |             |             |  |  |              |                  |                  |              |              |  |
|  | 11          | Jana Čepelová    | Jana Čepelová    | 3           | 3           |  |  |              |                  |                  |              |              |  |
|  |             | Mallory Burdette | Mallory Burdette | 6           | 6           |  |  |              | Mallory Burdette | Mallory Burdette | 6            | 6            |  |
|  |             | Julia Cohen      | 7                | 4           | 5           |  |  | 13           | Melinda Czink    | Melinda Czink    | 2            | 1            |  |
|  | 13          | Melinda Czink    | 62               | 6           | 7           |  |  |              |                  |                  |              |              |  |

### 12ª sezione
|  | Primo turno | Primo turno             | Primo turno             | Primo turno | Primo turno |  |  | Ultimo turno | Ultimo turno            | Ultimo turno            | Ultimo turno | Ultimo turno |  |
|  |             |                         |                         |             |             |  |  |              |                         |                         |              |              |  |
|  | 12          | Kristýna Plíšková       | 6                       | 68          | 3           |  |  |              |                         |                         |              |              |  |
|  | WC          | Grace Min               | 4                       | 7           | 6           |  |  | WC           | Grace Min               | Grace Min               | 6            | 6            |  |
|  |             | Sharon Fichman          | Sharon Fichman          | 2           | 2           |  |  | 18           | Estrella Cabeza Candela | Estrella Cabeza Candela | 4            | 0            |  |
|  | 18          | Estrella Cabeza Candela | Estrella Cabeza Candela | 6           | 6           |  |  |              |                         |                         |              |              |  |